# Alchemilla subcrenata
Alchémille subcrénelée
Espèce
Statut de conservation UICN

 LC  : Préoccupation mineure
Alchemilla subcrenata,  l’Alchémille subcrénelée, est une espèce de plantes herbacées vivaces de montagnes de la famille des Rosacées.

## Classification
Le nom correct complet (avec auteur) de ce taxon est Alchemilla subcrenata Buser.
Ce taxon porte en français les noms vernaculaires ou normalisés suivants : alchémille subcrénelée, Alchémille.
Alchemilla subcrenata a pour synonymes :
- Alchemilla palmata subcrenata (Buser) Palitz
- Alchemilla pratensis subcrenata (Buser) E.G.Camus
- Alchemilla subcrenata f. adpressepilosa Snarskis
- Alchemilla subcrenata f. autumnalis Snarskis
- Alchemilla subcrenata f. submamillata (Juz.) V.N.Tikhom.
- Alchemilla subcrenata f. typica Snarskis
- Alchemilla subcrenata f. vernalis Snarskis
- Alchemilla subcrenata H.Lindb.
- Alchemilla submamillata Juz.
- Alchemilla sylvestris var. subcrenata (Buser) Hayek
- Alchemilla tatricola Pawl.
- Alchemilla triformiloba Hudz.
- Alchemilla vulgaris f. subcrenata (Buser) Bolzon
- Alchemilla vulgaris subcrenata (Buser) Asch. & Graebn.
- Alchemilla vulgaris subcrenata (Buser) Cajander
- Alchemilla vulgaris subcrenata (Buser) Murb.
- Alchemilla vulgaris subcrenata (Buser) Palitz
- Alchemilla vulgaris var. subcrenata (Buser) Asch. & Graebn.
- Alchemilla vulgaris var. subcrenata (Buser) Briq.
- Alchemilla vulgaris var. undulata R.Keller ex Schinz & Thell., 1914
- Potentilla subcrenata (Buser) Christenh. & Väre